# 도장 (책)
도장(道藏)은 도교의 경전류를 모은 것으로 불교의 대장경과 같은 것이다.
도장의 성립은 당대에 비롯되었지만 현행의 도장은 명(明)의 정통년간(正統年間：1436∼1449)에 이루어진 〈정통도장〉(正統道藏, 5305권)과 만력년간(萬曆年間：1573∼1619)에 추가된 〈속장〉(續藏)(180권)을 합하여 모두 5485권이다. 청(淸)의 도광(道光) 25년(1845)에 중수(重修)되었으며 1925년에 상하이(上海)에서 사진판이 간행되었다. 원본은 베이징(北京)의 백운관에 소장되어 있다.
〈정통도장〉은 삼동사보(三洞四輔)로 분류된다. 삼동(三洞)은 동진(洞眞)·동현(洞玄)·동신(洞神)의 3부(部)로, 동진은 대승(大乘), 동현은 중승, 동신은 소승의 각 교법을 전하는 것이라 한다(불교의 3승의 관념을 빈것). 사보(四輔)는 삼동의 교법을 돕는 4부(部)를 의미하는데, 이에는 태현(太玄)·태평(太平)·태청(太淸)·정일(正一)의 4부가 있다. 태현은 동진을, 태평은 동현을, 태청은 동신을 돕고, 정일부는 삼동 전체를 통일한다는 의미를 갖는다(天台宗의 一乘三乘의 관념을 빌린 것). 그리고 삼동은 각각 본문(本文)·신부(神符)·옥결(玉訣)·영도(靈圖)·보록·계율(戒律)·위의(威儀)·방법(方法)·중술(衆術)·기전(記傳)·찬반(讚頒)·표주(表奏)의 12류(類)로 세분되고 있다(불교의 12部經의 관념을 빌린 것).
이와 같이 〈삼동사보12류〉라는 분류법 자체는 불교의 관념을 빌려서 성립된 정연한 것이라 할 수 있으나 경문류(經文類)의 배분은 실제로 극히 무질서하여 매우 잡다하다. 이것은 중국 토착의 '도교'라는 종교가 지닌 교학의 미숙(未熟)과 그것의 역사적·내용적인 잡다성을 보여주는 것이라 하겠다.

## 같이 보기
- 도교
- 도안: 도장의 성립에 영향을 끼친 불교 승려

## 참고 문헌
- 이 문서에는 다음커뮤니케이션(현 카카오)에서 GFDL 또는 CC-SA 라이선스로 배포한 글로벌 세계대백과사전의 내용을 기초로 작성된 글이 포함되어 있습니다.